# Purmo
Purmo är en del av Pedersöre kommun. Kommundelen har cirka 1 400 invånare. De är huvudsakligen svenskspråkiga. 
Till Purmo hör följande byar: Nederpurmo och Överpurmo.

## Historia
Purmo var en självständig kommun mellan åren 1868 och 1976. Vid kommunsammanslagningen 1 januari 1977 bildade Purmo tillsammans med Esse och Pedersöre den nuvarande kommunen.
År 1908 var Purmos yta (landsareal) 212,8 km² och kommunen beboddes av 2.907 människor.

## Sevärdheter
Lostenen belägen i Överpurmo är Finlands största flyttblock. I Överpurmo finns också Hundbacka stenåldersbosättning.
Purmo kyrka är en träkyrka från 1772. Byggmästare var troligen Antti Hakola från Alahärmä. 
Museer finns på kulturgården i Lassfolk och Ålidens hembygdsgård. Fagerbacka fäbodställe i Nederpurmo är en restaurerad fäbodby.